# Chikusichloa
Chikusichloa is een geslacht uit de grassenfamilie (Poaceae). De soorten van dit geslacht komen voor in delen van Azië.

## Soorten
Van het geslacht zijn de volgende soorten bekend: 
- Chikusichloa aquatica
- Chikusichloa brachyanthera
- Chikusichloa brachyathera
- Chikusichloa mutica